# Ub (općina)
 Ovo je glavno značenje pojma Ub (općina). Za druga značenja pogledajte Ub (razdvojba).
Općina Ub je općina u Kolubarskom okrugu u Republici Srbiji, 55 km od Beograda. Središte općine je grad Ub s 8.000 stanovnika. Općina ima 32.104 stanovnika u 37 sela. Prostire se između doline dviju rijeka Tamnave i Uba, reljef je blago brežuljkast.

## Naselja
- Banjani
- Brezovica
- Brgule
- Vrelo
- Vrhovine
- Vukona
- Gvozdenović
- Gunjevac
- Dokmir
- Zvizdar
- Jošava
- Kalenić
- Kalinovac
- Kožuar
- Krsne glava
- Liso polje
- Lončanik
- Milorci
- Murgaš
- Novac
- Pambukovica
- Paljuvi
- Radljevo
- Raduša
- Slatina
- Sovljak
- Stublenica
- Takovo
- Tvrdojevac
- Trlić
- Trnjaci
- Tulari
- Ub
- Crvena Jabuka
- Čučuge

## Vanjske poveznice
- Grad Ub
- Općina Ub